# Adelpha hesterbergi
Espèce
Adelpha hesterbergi est une espèce de papillons de la famille des Nymphalidae, sous famille des Limenitidinae et du genre Adelpha.

## Dénomination
Adelpha hesterbergi a été décrit par Keith Richard Willmott (d) et Jason Piers Wilton Hall en 1999.

### Nom vernaculaire
Adelpha hesterbergi se nomme Hesterberg's Sister en anglais.

## Description
Adelpha shuara est un papillon à bord externe des ailes antérieures légèrement concave au dessus marron foncé marqué dans l'aire discale des ailes antérieures d'une large bande jaune, qui au bord costal se sépare en deux branches laissant une plage arrondie marron et dans l'aire discale des ailes postérieures d'une bande blanche se terminant en pointe avant le bord interne.
Le revers est orangé rayé de bleu-gris clair avec la même large bande que sur le dessus mais blanche nimbée d'orange aux ailes antérieures.

## Écologie et distribution
Adelpha hesterbergi est présent dans le Nord-Ouest de Équateur et au Costa Rica. 

### Protection
Pas de statut de protection particulier.